# Херцегсанто
Херцегсанто — деревня в уезде Бач-Кишкун в Венгрии. Находится недалеко от границы с Сербией (по ту сторону границы находится сербский город Бачки Брег).
Жители деревни — в большинстве своём венгры, однако есть сербы и хорваты. До конца Второй мировой войны это была единственная деревня в Бач-Кишкуне, в которой жили стифулдеры. Стифулдеры — римско-католическая подгруппа дунайских швабов, чьи предки пришли в XVII и XVIII веках из Фульды (округ). Большинство дунайских швабов было изгнано в оккупированные союзниками Германию и Австрию в 1945—1948 по Потсдамскому соглашению.
Деревня является родиной футболиста Флориана Альберта, обладателя «Золотого мяча».